# Pantydia diemeni
Pantydia diemeni là một loài bướm đêm trong họ Erebidae.